# Calotrophon carnicolor
Calotrophon carnicolor là một loài ốc biển, là động vật thân mềm chân bụng sống ở biển thuộc họ Muricidae, họ ốc gai.

## Miêu tả
Loài này có kích thước vỏ đạt tới 20 milimét (0,79 in).